# Elton Acolatse
Elton-Ofoi Acolatse (ur. 25 lipca 1995 w Amsterdamie) – holenderski piłkarz ghańskiego pochodzenia grający na pozycji lewego napastnika. W sezonie 2020/2021 występuje w klubie Hapoel Beer Szewa.

## Kariera reprezentacyjna
Acolatse grał dla młodzieżowych reprezentacji Holandii: U-17 (12 meczów, 1 gol), U-19 (6 meczów, 2 gole) i U-20 (1 mecz, bez goli).
| Numer | Reprezentacja | Przeciwko                 | Ranga           | Data                 | Gole | Wynik (ziel. wygrane, czer. przegrane) |
| ----- | ------------- | ------------------------- | --------------- | -------------------- | ---- | -------------------------------------- |
| 1     | Holandia U-17 | Bośnia i Hercegowina U-17 | Mecz towarzyski | 26 października 2011 | 0    | 3:0                                    |
| 2     | Holandia U-19 | Turcja U-19               | Mecz towarzyski | 10 października 2013 | 1    | 0:1                                    |
| 3     | Holandia U-20 | Czechy U-20               | Mecz towarzyski | 4 września 2014      | 0    | 0:1                                    |

| Numer | Reprezentacja | Przeciwko     | Ranga                  | Data                 | Ilość | Wynik końcowy meczu (ziel. wygrane) |
| ----- | ------------- | ------------- | ---------------------- | -------------------- | ----- | ----------------------------------- |
| 1     | Holandia U-17 | Niemcy U-17   | EURO U-17 2012 (finał) | 16 maja 2012         | 1     | 1:1; 5:6 po rzutach karnych         |
| 2     | Holandia U-19 | Turcja U-19   | Mecz towarzyski        | 10 października 2013 | 1     | 0:1                                 |
| 3     | Holandia U-19 | Mołdawia U-20 | Mecz towarzyski        | 13 listopada 2013    | 1     | 3:0                                 |

## Sukcesy
Drużynowe sukcesy Eltona Acolatse:
- EURO U-17 2012 – 1x, z  reprezentacją Holandii U-17, 2012 rok
- Mistrz Holandii U-19 – 1x, z Ajaxem Amsterdam U-19, 2014 rok
- Puchar Izraela – 1x, z Hapoelem Beer Szewa, sezon 2019/2020